# Arco do Cego

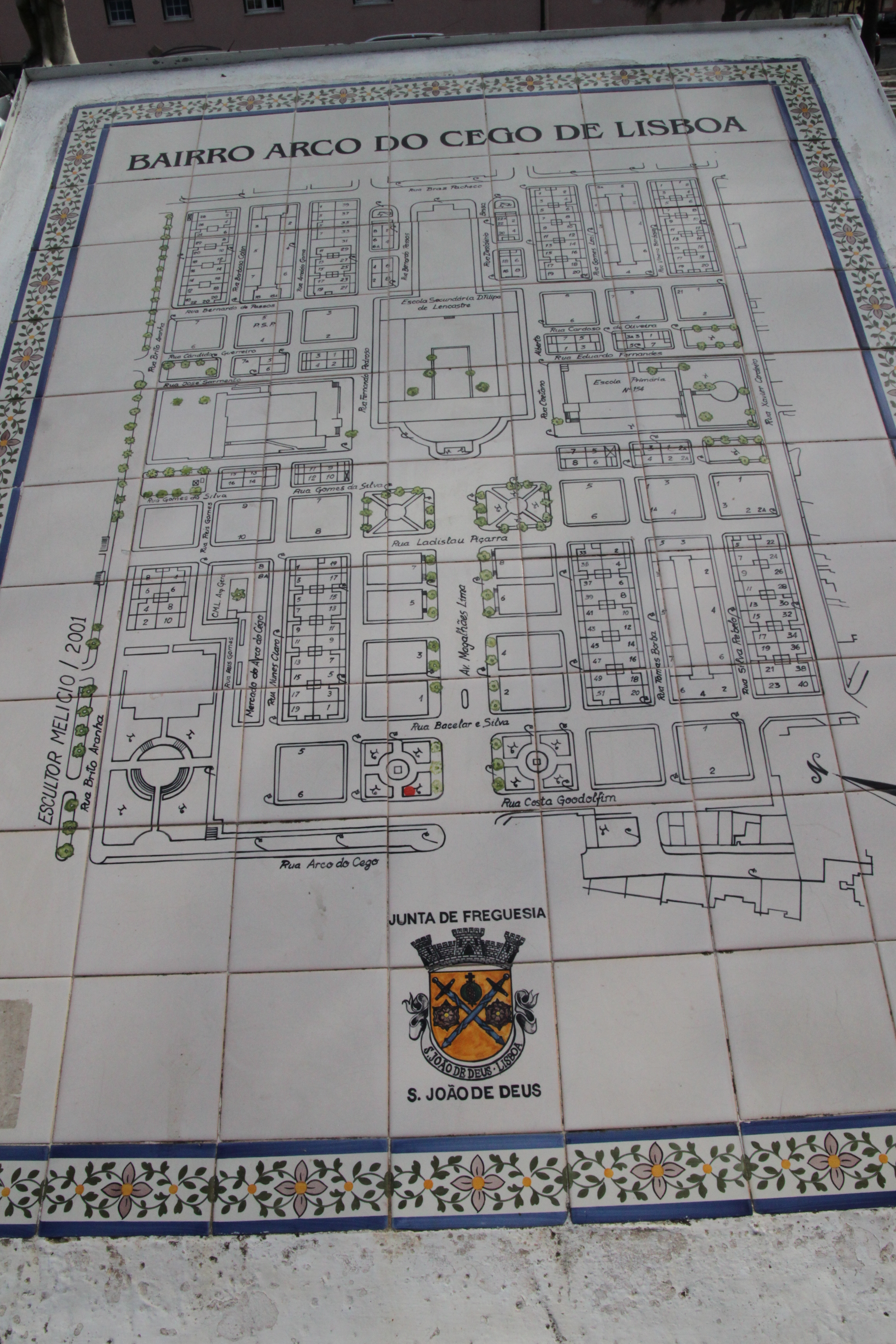
Planta do Bairro

O Bairro do Arco do Cego é um bairro da cidade de Lisboa, localizado na antiga freguesia de São João de Deus e atualmente na freguesia do Areeiro, entre o Saldanha e o Campo Pequeno, e entre a Av. da República e a Praça de Londres. O bairro pode ser considerado o precursor da habitação social em Lisboa, pois com essa finalidade foi projetado na primeira república e finalizado em 1935, após várias vicissitudes políticas, já pelo Estado Novo.
O bairro é caracterizado por casas de diversa tipologia e ruas estreitas. Este Bairro foi iniciado em 1918 e inaugurado em 1935. O espaço inicial tinha o nome de Quinta das Cortes.
Em 1922, com o Decreto nº 11 174, termina com a liquidação dos bairros e a entrega dos terrenos aos proprietários. O Decreto nº 12 083 de Agosto de 1926 determina a cedência do Bairro à Câmara Municipal de Lisboa. Só durante o Estado Novo é que o projeto é retomado, bem como o do Bairro da Ajuda e se finalizam as construções.
Nas imediações do bairro, na Freguesia de Avenidas Novas foi inaugurado em 2005 o Jardim do Arco do Cego, o qual se fica a dever à retirada do terminal e oficinas da Carris. Esta zona ganhou uma área verde rectangular, limitada pelas artérias Avenida Duque de Ávila, Rua de Dona Filipa de Vilhena, Avenida João Crisóstomo e a Avenida dos Defensores de Chaves. 
No bairro situa-se também o Arquivo do Arco do Cego. A entidade pública alberga documentação produzida entre os anos 1630 e 2002, o que o caracteriza, portanto, como arquivo intermédio e arquivo definitivo.
Importante estabelecimento de ensino foi construído no bairro de 1928 a 1938 foi a Escola Secundária D. Filipa de Lencastre, designação que detém desde Novembro de 1979 até 2010, passando a figurar como Agrupamento de Escolas Filipa de Lencastre. O edifício foi projectado pelo arquitecto Jorge Segurado e construído pela empresa René Touzet Construções Civis. Este arquitecto projectou na mesma altura a sede da Imprensa Nacional Casa da Moeda, que segue, com o Liceu, as mesmas linhas arquitectónicas. De referir sobre esse projecto que foi inicialmente concebido como escola primária, tal como se pode confirmar por desenhos existentes no edifício. Antes da escola esteve projectada a construção de um Teatro-circo-biblioteca, projecto do Arquitecto Edmundo Tavares que não foi por diante.

## Galeria

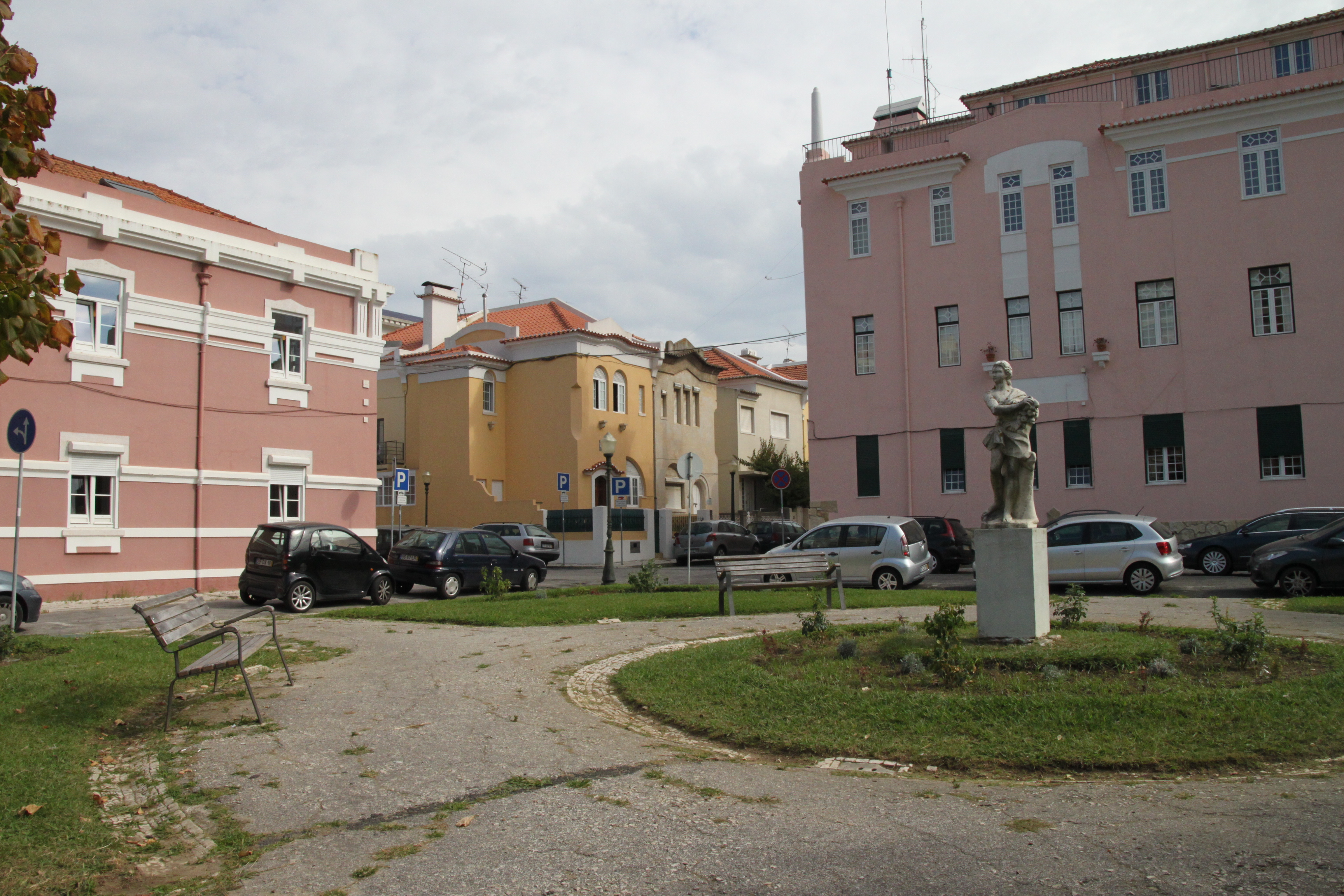
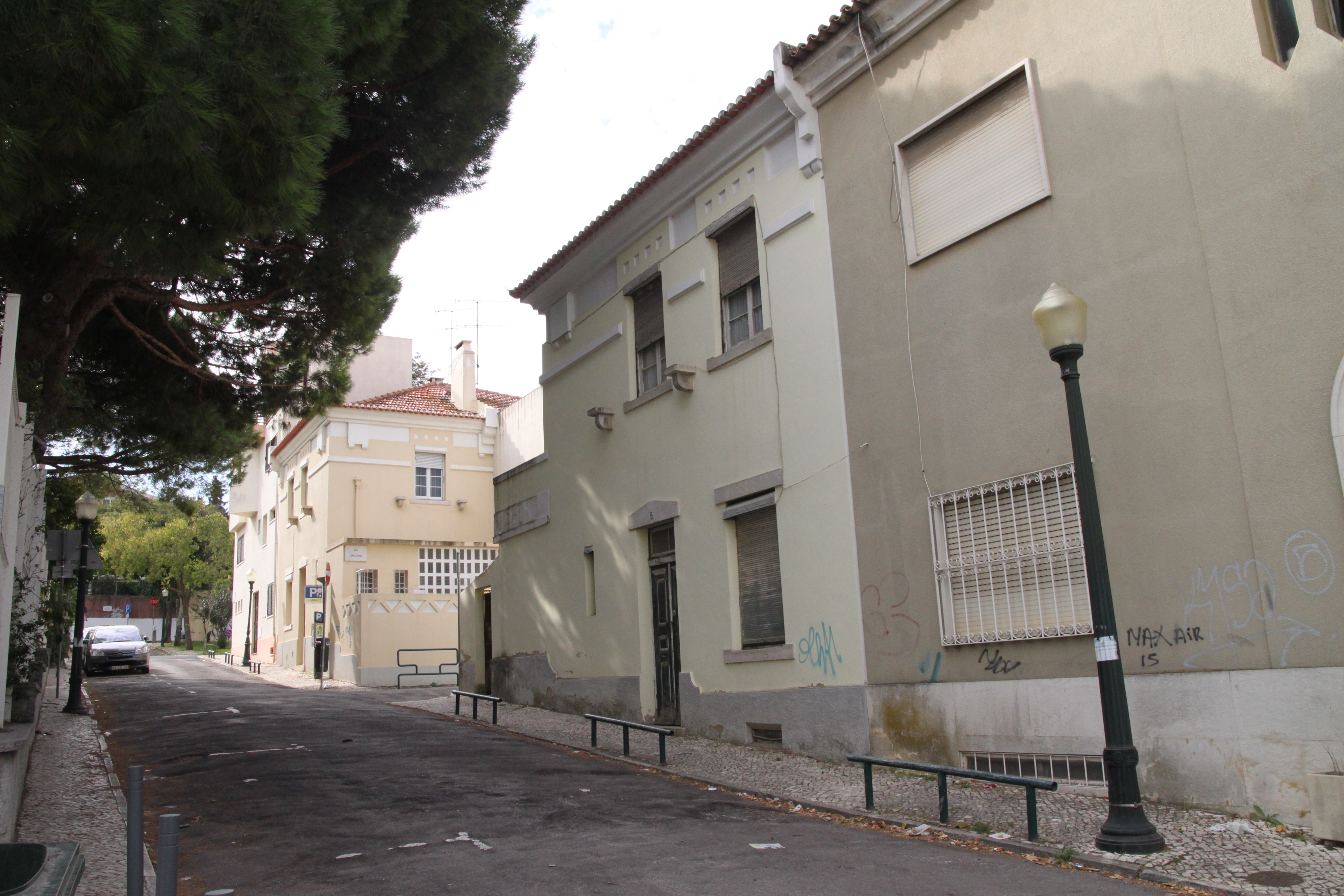
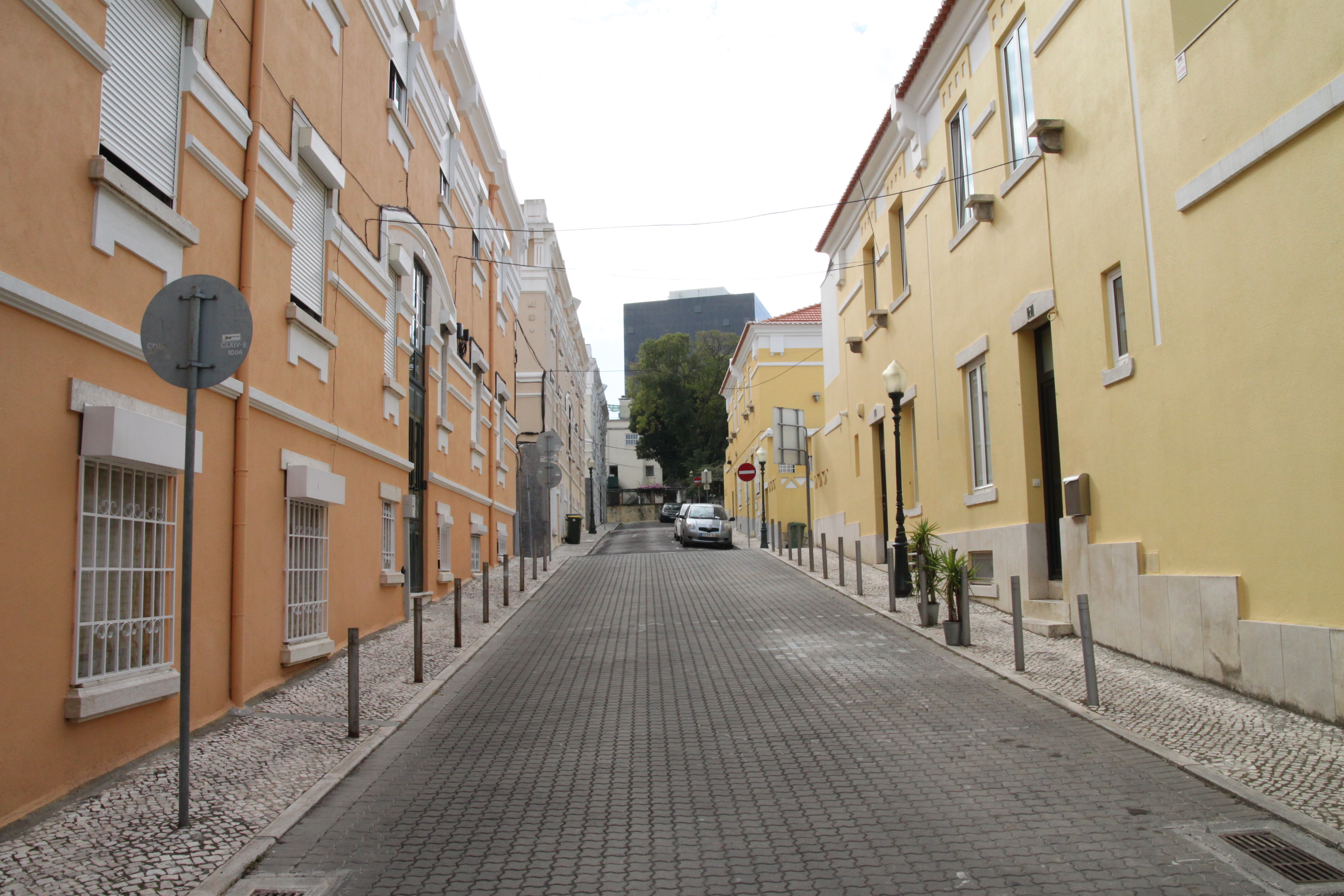
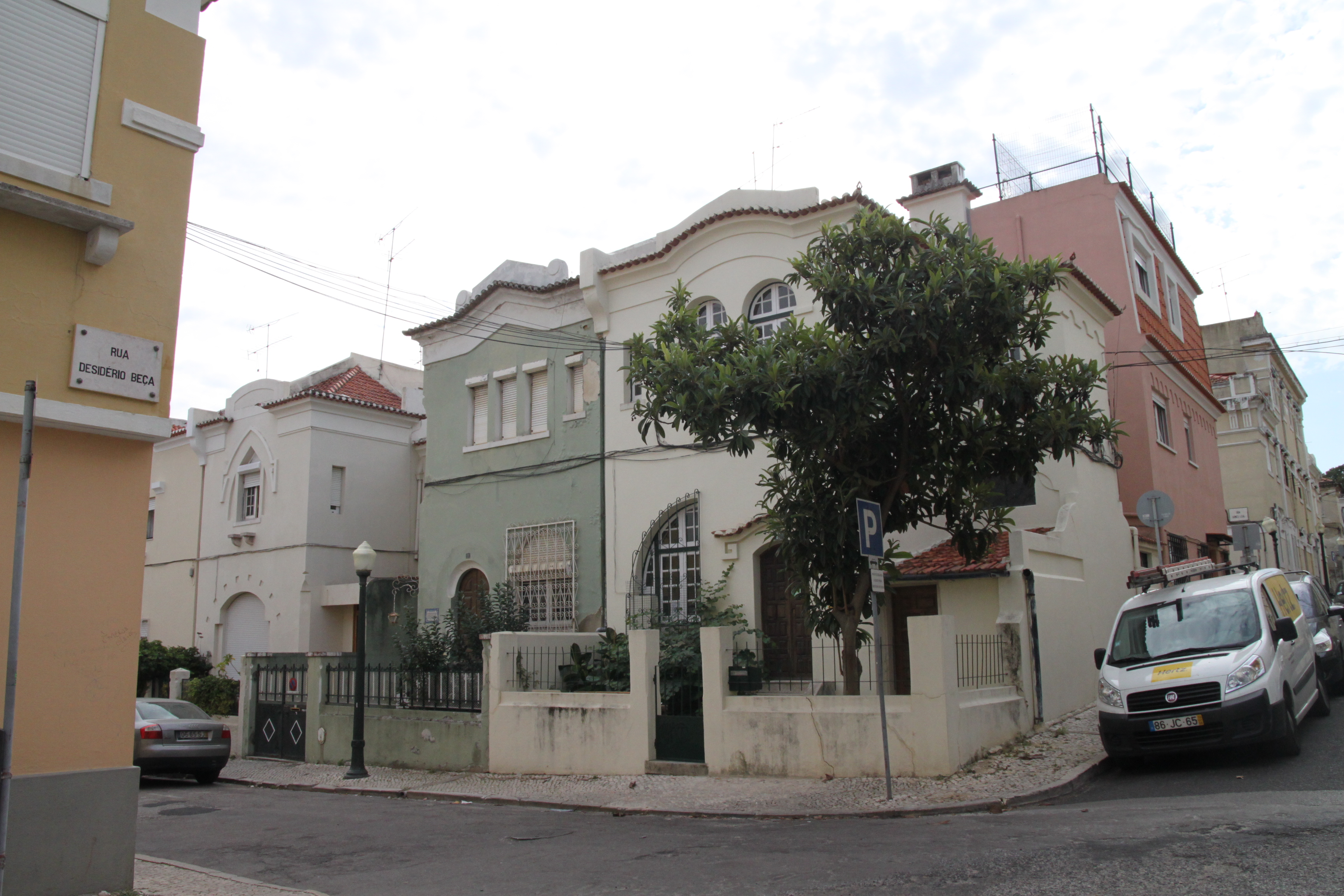